# Белодробна медуза
Белодробната медуза (Rhizostoma pulmo) е вид медуза от семейство Rhizostomatidae.

## Разпространение
Видът е широко разпространен в североизточната част на Атлантическия океан, Средиземно и Черно море.

## Описание
Медузата може да достигне 60 cm в диаметър. В редки случаи може да нарасне до 90 cm или повече в диаметър. Горната част на тялото е синкава, а отдолу по външния ръб има малки кръгли гънки, които са тъмносини или виолетови. От медузата излизат две дълги пипала с множество устни отвори.
Видът е средно отровен. Среща се често в замърсени води. Той предпочитана храна от кожестите костенурки.